# Fort Wayne General Electrics 1937-1938
La stagione 1937-38 dei Fort Wayne General Electrics fu l'unica nella NBL per la franchigia.
I Fort Wayne General Electrics arrivarono terzi nella Western Division con un record di 13-7, non qualificandosi per i play-off.

## Roster
| N° | Naz.                   | Ruolo | Sportivo        | Anno | Alt. | Peso |
| -- | ---------------------- | ----- | --------------- | ---- | ---- | ---- |
|    | Stati Uniti (bandiera) | A     | Bart Quinn      | 1917 | 188  | 95   |
|    | Stati Uniti (bandiera) | AC    | Scott Armstrong | 1913 | 193  | 86   |
|    | Stati Uniti (bandiera) | G     | Jim Hilgemann   | 1916 | 180  | 77   |
|    | Stati Uniti (bandiera) | AC    | Pres Slack      | 1908 | 188  | 82   |
|    | Stati Uniti (bandiera) | G     | Bud Lindenberg  | 1909 | 183  | 79   |
|    | Stati Uniti (bandiera) | A     | Willie Adams    | 1911 | 180  | 73   |
|    | Stati Uniti (bandiera) | G     | Ife Holmes      | 1905 | 168  | 68   |
|    | Stati Uniti (bandiera) | G     | Byron Evard     | 1908 | 173  | 70   |

## Staff tecnico
- Allenatore: Byron Evard